# Чабаново (Днепропетровская область)
Чабаново (укр. Чабанове) — село,
Червоненский сельский совет,
Криворожский район,
Днепропетровская область,
Украина.
Код КОАТУУ — 1221887006. Население по переписи 2001 года составляло 266 человек.

## Географическое положение
Село Чабаново находится на расстоянии в 1 км от села Незалежное и в 2,5 км от села Заря.
Рядом проходит железная дорога, станция Красный Забойщик в 2-х км.

## История
- 1996 — дата основания села из второго отделения совхоза Червоный Забойщик[2].

## Экология
- На расстоянии в 1 км от села расположены отвалы пустой породы ОАО «СевГОК».